# Трофименко Микола Валерійович
Трофименко Микола Валерійович (нар. 8 квітня 1985, Маріуполь) — доктор політичних наук, доцент, ректор Маріупольського державного університету, заступник голови ГО «Спілка ректорів закладів вищої освіти України», заслужений працівник освіти України (2020).

## Життєпис

### Освіта
У 2002 році закінчив Маріупольську загальноосвітню школу № 41 і вступив до Маріупольського державного університету на спеціальність «Міжнародні відносини» (2002—2008). Після закінчення магістратури він вступив до аспірантури, яку також успішно завершив, захистивши кандидатську дисертацію в Інституті політичних і етнонаціональних досліджень імені І. Ф. Кураса й отримавши ступінь кандидата політичних наук (2011). З 2014 року — доцент кафедри міжнародних відносин та зовнішньої політики МДУ.
Автор понад 170 наукових праць, у тому числі підручників, монографій, наукових статей у вітчизняних і зарубіжних виданнях. Сфера його наукових інтересів охоплює питання зовнішньої політики держав світу, публічної та суспільної дипломатії, глобалізації, антиглобалізації, функціонування дипломатичної та консульської служби тощо.
В травні 2024 року захистив дисертацію за спеціальністю «Політичні проблеми міжнародних систем та глобального розвитку» в Київському національному університеті імені Тараса Шевченка, здобувши науковий ступінь доктора політичних наук.
Вільно володіє англійською та новогрецькою мовами.

### Діяльність
З 2007 по 2011 рік — завідувач відділу міжнародних зв'язків МДУ.
З 2011 по 2020 рік — проректор з науково-педагогічної роботи (міжнародні зв'язки) МДУ.
З 2008 року викладає на кафедрі міжнародних відносин та зовнішньої політики МДУ.
З 2015 року член Ради директорів Європейської організації публічного права (Афіни, Грецька Республіка).
З 2018 по 2020 рік — радник Голови Донецької облдержадміністрації — керівника обласної військово-цивільної адміністрації, керівник Маріупольського офісу Донецької обласної державної адміністрації.
2018 рік — Учасник програми Державного Департаменту Сполучених Штатів Америки «Інститут з американістики з питань формування політики в галузі національної безпеки 2018» (Університет Делавера).
З 2019 по 2020 рік — Учасник проекту «Інноваційний університет і лідерство. Фаза V: Інтердисциплінарність та міжгалузевість і стратегії розвитку університету» (Республіка Польща).
У жовтні 2020 Миколу Трофименко було обрано депутатом Маріупольської міської ради VIII скликання від ПП «Блок Вадима Бойченка». У міській раді він увійшов до депутатської фракції «Блок Вадима Бойченка» та очолив постійну депутатську комісію з питань освіти, культури, духовного відродження, молоді та спорту.
З грудня 2020 року обіймає посаду ректора Маріупольського державного університету. На момент підписання контракту став наймолодшим керівником державного закладу вищої освіти України.
30 липня 2021 року Миколу Трофименка на загальних зборах громадської організації «Спілка ректорів закладів вищої освіти України» було обрано заступником голови та членом президії організації.
У серпні 2021 року взяв участь у програмі Г'юберта Гамфрі Державного Департаменту Сполучених Штатів Америки в Університеті Вашингтона.
У серпні 2021 року указом Президента України Миколу Трофименка було включено до складу Ради Фонду Президента України з підтримки освіти, науки та спорту. Загалом членами ради стали 20 освітян і науковців, які є досвідченими фахівцями у зазначених сферах, мають бездоганну репутацію та високий суспільний авторитет. Фонд створений з метою підтримки талановитої молоді для здобуття сучасної освіти, участі у стажуваннях за кордоном та проведення наукових досліджень, зокрема у реалізації проєктів у сферах освіти, науки та спорту.
З липня 2022 року – учасник групи Європейської асоціації університетів з підтримки української освіти.

### Особисте життя
Одружений, має сина.

## Нагороди
- Іменний стипендіат адвоката Христоса Манеаса (Грецька Республіка 2005,2007)
- Переможець міських конкурсів: «Майбутнє Маріуполя 2005», «Майбутнє Маріуполя  2007», «Маріуполець року 2015»[11]
- Подяка Маріупольського міського голови (2006)
- Грамота Міністерства освіти і науки України (2006, 2007)
- Стипендіат Президента України (2006)
- Іменний стипендіат Донецької обласної ради (2009)
- Почесна грамота Міністерства освіти і науки, молоді та спорту України (2011)
- Переможець конкурсу Донецької обласної державної адміністрації «Молода людина року 2013»
- Цінний подарунок від Голови Верховної Ради України (2014)
- Стипендіат Кабінету Міністрів України як молодий вчений (2014-2016)
- Почесна грамота Кабінету Міністрів України (2017)
- Заслужений працівник освіти України (Указ Президента України № 186/2020 від 15.05.2020)[12]
- Почесна грамота Донецької обласної державної адміністрації (2021)
- Грамота Комітету Верховної Ради України з питань прав людини (2021)
- Почесна відзнака профспілки працівників освіти і науки Донецької області (2021)
- Медаль святого великомученика Юрія Переможця (2021)
- Хрест кавалера ордена «За заслуги перед Литвою» (2024)[13]
- Орден святителя Миколая (2025) [14]